# Unión Internacional de la Marioneta

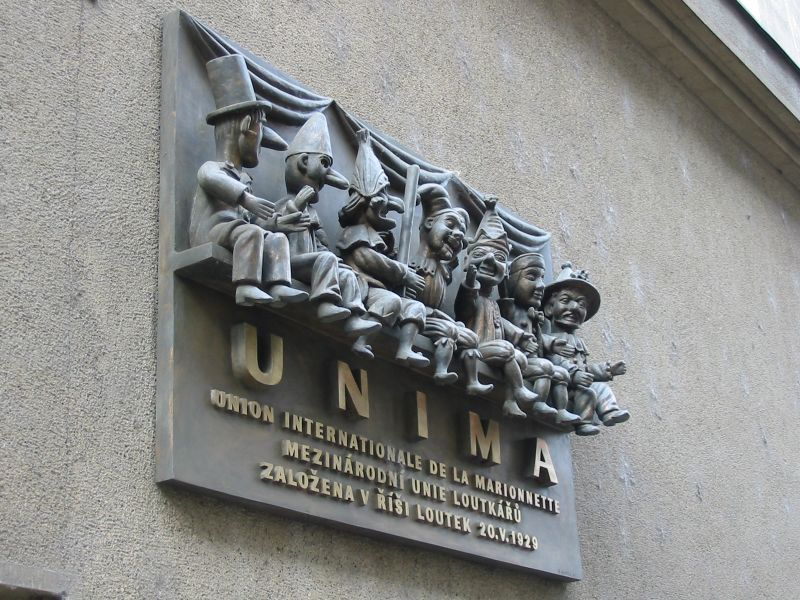
Placa conmemorativa en Praga.

La Unión Internacional de la Marioneta (UNIMA, Union Internationale de la Marionnette) es la organización de teatro más antigua del mundo. Se trata de una Organización Internacional No Gubernamental, beneficiaria de un estatuto consultivo en la UNESCO. Sus miembros provienen de todas partes del mundo y contribuyen con su trabajo al desarrollo del arte de los títeres.
Ésta fue fundada en Praga, Checoslovaquia, en 1922. En 1981, su sede fue trasladada a Charleville-Mézières, Francia. UNIMA está presente en más de 90 países, y funciona como una plataforma de intercambio entre personas del mundo entero, ya sean titiriteros (aficionados o profesionales), o apasionados por el arte de la marioneta que trabajen en este arte (investigadores, historiadores, etc.). Tiene filiales en muchos países, como Puppeteers of America en Estados Unidos, Puppetry UK en el Reino Unido , la União de Marionetistas Portugueses o la Associação Brasileira de Teatro de Bonecos.
Las actividades de UNIMA incluyen reuniones, conferencias, festivales, y representan una oportunidad para descubrir todos los campos de aplicación de la marioneta (terapia, educación, formación, investigación, documentación, colección, exposición, etc..), también integran publicaciones e información sobre el desarrollo de la marioneta en el mundo, así como talleres y cursos.
La organización designó el día 21 de marzo como Día Mundial de la Marioneta, y se celebra desde el año 2003 en diferentes países.